# Williams FW14
Williams FW14 – bolid brytyjskiego zespołu Williams przeznaczony na sezon 1991 i 1992. Kierowcami bolidu w sezonie 1991 byli Brytyjczyk Nigel Mansell i Włoch Riccardo Patrese. W sezonie 1992 w bolidzie ścigali się ponownie Nigel Mansell i Riccardo Patrese.

## Wyniki
| Legenda oznaczeń w tabelach wyników Wyświetl szablon na nowej stronie | Legenda oznaczeń w tabelach wyników Wyświetl szablon na nowej stronie                                                                     |
| Oznaczenie                                                            | Wyjaśnienie |
| --------------------------------------------------------------------- | --- |
| Złoty                                                                 | Zwycięzca lub mistrzostwo |
| Srebrny                                                               | 2. miejsce lub wicemistrzostwo |
| Brązowy                                                               | 3. miejsce lub II wicemistrzostwo |
| Zielony                                                               | Ukończył, punktował (w klasyfikacji generalnej, gdy zdobył co najmniej jeden punkt na przestrzeni sezonu, poza trzema powyższymi opcjami) |
| Niebieski                                                             | Ukończył, nie punktował (w klasyfikacji generalnej, gdy nie zdobył co najmniej jednego punktu na przestrzeni sezonu)                      |
| Czerwony                                                              | Nie zakwalifikował się (NZ) |
| Czerwony                                                              | Nie prekwalifikował się (NPK) |
| Różowy                                                                | Nie ukończył (NU) |
| Różowy                                                                | Niesklasyfikowany (NS) (w klasyfikacji generalnej, gdy nie został sklasyfikowany w żadnym wyścigu sezonu)                                 |
| Czarny                                                                | Zdyskwalifikowany (DK) |
| Czarny                                                                | Wykluczony (WYK/EX) |
| Biały                                                                 | Nie wystartował (NW) |
| Biały                                                                 | Kontuzjowany (K/INJ) |
| Biały                                                                 | Wyścig odwołany (OD/C) |
| Bez koloru                                                            | Został wycofany (WYC/WD) |
| Bez koloru                                                            | Nie przybył (NP/DNA) |
| Bez koloru                                                            | Nie brał udziału w treningach (NT/DNP) |
| Bez koloru                                                            | Nie został zgłoszony (–) |
| Pogrubienie                                                           | Start z pole position |
| Kursywa                                                               | Najszybsze okrążenie wyścigu |
| †                                                                     | Nie ukończył, ale jego rezultat został zaliczony ze względu na przejechanie więcej niż 90% dystansu wyścigu.                              |
| *                                                                     | Sezon w trakcie |
| 1/2/3                                                                 | Punktowana pozycja w sprincie kwalifikacyjnym                                                                                             |
| Lista systemów punktacji Formuły 1                                    | |

### Williams FW14
| Sezon | Konstruktor      | Kierowcy         | Wyniki w poszczególnych eliminacjach | Wyniki w poszczególnych eliminacjach | Wyniki w poszczególnych eliminacjach | Wyniki w poszczególnych eliminacjach | Wyniki w poszczególnych eliminacjach | Wyniki w poszczególnych eliminacjach | Wyniki w poszczególnych eliminacjach | Wyniki w poszczególnych eliminacjach | Wyniki w poszczególnych eliminacjach | Wyniki w poszczególnych eliminacjach | Wyniki w poszczególnych eliminacjach | Wyniki w poszczególnych eliminacjach | Wyniki w poszczególnych eliminacjach | Wyniki w poszczególnych eliminacjach | Wyniki w poszczególnych eliminacjach | Wyniki w poszczególnych eliminacjach | Wyniki kierowców | Wyniki kierowców | Wyniki konstruktora | Wyniki konstruktora |
| Sezon | Konstruktor      | Kierowcy         | USA                                  | BRA                                  | SMR                                  | MCO                                  | CAN                                  | MEX                                  | FRA                                  | GBR                                  | DEU                                  | HUN                                  | BEL                                  | ITA                                  | PRT                                  | ESP                                  | JPN                                  | AUS                                  | Punkty           | Pozycja          | Punkty              | Pozycja             |
| ----- | ---------------- | ---------------- | ------------------------------------ | ------------------------------------ | ------------------------------------ | ------------------------------------ | ------------------------------------ | ------------------------------------ | ------------------------------------ | ------------------------------------ | ------------------------------------ | ------------------------------------ | ------------------------------------ | ------------------------------------ | ------------------------------------ | ------------------------------------ | ------------------------------------ | ------------------------------------ | ---------------- | ---------------- | ------------------- | ------------------- |
| 1991  | Williams-Renault | Nigel Mansell    | NU                                   | NU                                   | NU                                   | 2                                    | 6                                    | 2                                    | 1                                    | 1                                    | 1                                    | 2                                    | NU                                   | 1                                    | DK                                   | 1                                    | NU                                   | 2                                    | 72               | 2                | 125                 | 2                   |
| 1991  | Williams-Renault | Riccardo Patrese | NU                                   | 2                                    | NU                                   | NU                                   | 3                                    | 1                                    | 5                                    | NU                                   | 2                                    | 3                                    | 5                                    | NU                                   | 1                                    | 3                                    | 3                                    | 5                                    | 53               | 3                | 125                 | 2                   |

### Williams FW14B
| Sezon | Konstruktor      | Kierowcy         | Wyniki w poszczególnych eliminacjach | Wyniki w poszczególnych eliminacjach | Wyniki w poszczególnych eliminacjach | Wyniki w poszczególnych eliminacjach | Wyniki w poszczególnych eliminacjach | Wyniki w poszczególnych eliminacjach | Wyniki w poszczególnych eliminacjach | Wyniki w poszczególnych eliminacjach | Wyniki w poszczególnych eliminacjach | Wyniki w poszczególnych eliminacjach | Wyniki w poszczególnych eliminacjach | Wyniki w poszczególnych eliminacjach | Wyniki w poszczególnych eliminacjach | Wyniki w poszczególnych eliminacjach | Wyniki w poszczególnych eliminacjach | Wyniki w poszczególnych eliminacjach | Wyniki kierowców | Wyniki kierowców | Wyniki konstruktora | Wyniki konstruktora |
| Sezon | Konstruktor      | Kierowcy         | ZAF                                  | MEX                                  | BRA                                  | ESP                                  | SMR                                  | MCO                                  | CAN                                  | FRA                                  | GBR                                  | DEU                                  | HUN                                  | BEL                                  | ITA                                  | PRT                                  | JPN                                  | AUS                                  | Punkty           | Pozycja          | Punkty              | Pozycja             |
| ----- | ---------------- | ---------------- | ------------------------------------ | ------------------------------------ | ------------------------------------ | ------------------------------------ | ------------------------------------ | ------------------------------------ | ------------------------------------ | ------------------------------------ | ------------------------------------ | ------------------------------------ | ------------------------------------ | ------------------------------------ | ------------------------------------ | ------------------------------------ | ------------------------------------ | ------------------------------------ | ---------------- | ---------------- | ------------------- | ------------------- |
| 1992  | Williams-Renault | Nigel Mansell    | 1                                    | 1                                    | 1                                    | 1                                    | 1                                    | 2                                    | NU                                   | 1                                    | 1                                    | 1                                    | 2                                    | 2                                    | NU                                   | 1                                    | NU                                   | NU                                   | 108              | 1                | 164                 | 1                   |
| 1992  | Williams-Renault | Riccardo Patrese | 2                                    | 2                                    | 2                                    | NU                                   | 2                                    | 3                                    | NU                                   | 2                                    | 2                                    | 8                                    | NU                                   | 3                                    | 5                                    | NU                                   | 1                                    | NU                                   | 56               | 2                | 164                 | 1                   |